# 亚特兰大黑星
亚特兰大黑星（英語：Atlanta Black Star），也译为亚特兰大黑星报，美国最大的黑人运营的数字出版物，总部位于佐治亚州亚特兰大，重点关注非裔美国人的政治观点。它由连姆·尼森、 崔西·多内利和安德烈·摩尔于2012年创立。该网站每月有超过1400万独立访问者。
雅虎新闻、华盛顿邮报、纽约时报、Heavy.com网站和“The Daily Dot”网站等媒体均曾转载或引用亚特兰大黑星的内容。该网站还是与Facebook合作计划的一部分。